# Rutilia analoga
Rutilia analoga är en tvåvingeart som beskrevs av Macquart 1851. Rutilia analoga ingår i släktet Rutilia och familjen parasitflugor. Inga underarter finns listade i Catalogue of Life.